# Eric O’Dell
Eric O’Dell (* 21. Juni 1990 in Ottawa, Ontario) ist ein kanadischer Eishockeyspieler, der seit Dezember 2024 bei Ak Bars Kasan aus der Kontinentalen Hockey-Liga (KHL) unter Vertrag steht und dort auf der Position des Centers spielt. Zuvor absolvierte O’Dell unter anderem 41 Spiele für die Winnipeg Jets in der National Hockey League (NHL).

## Karriere

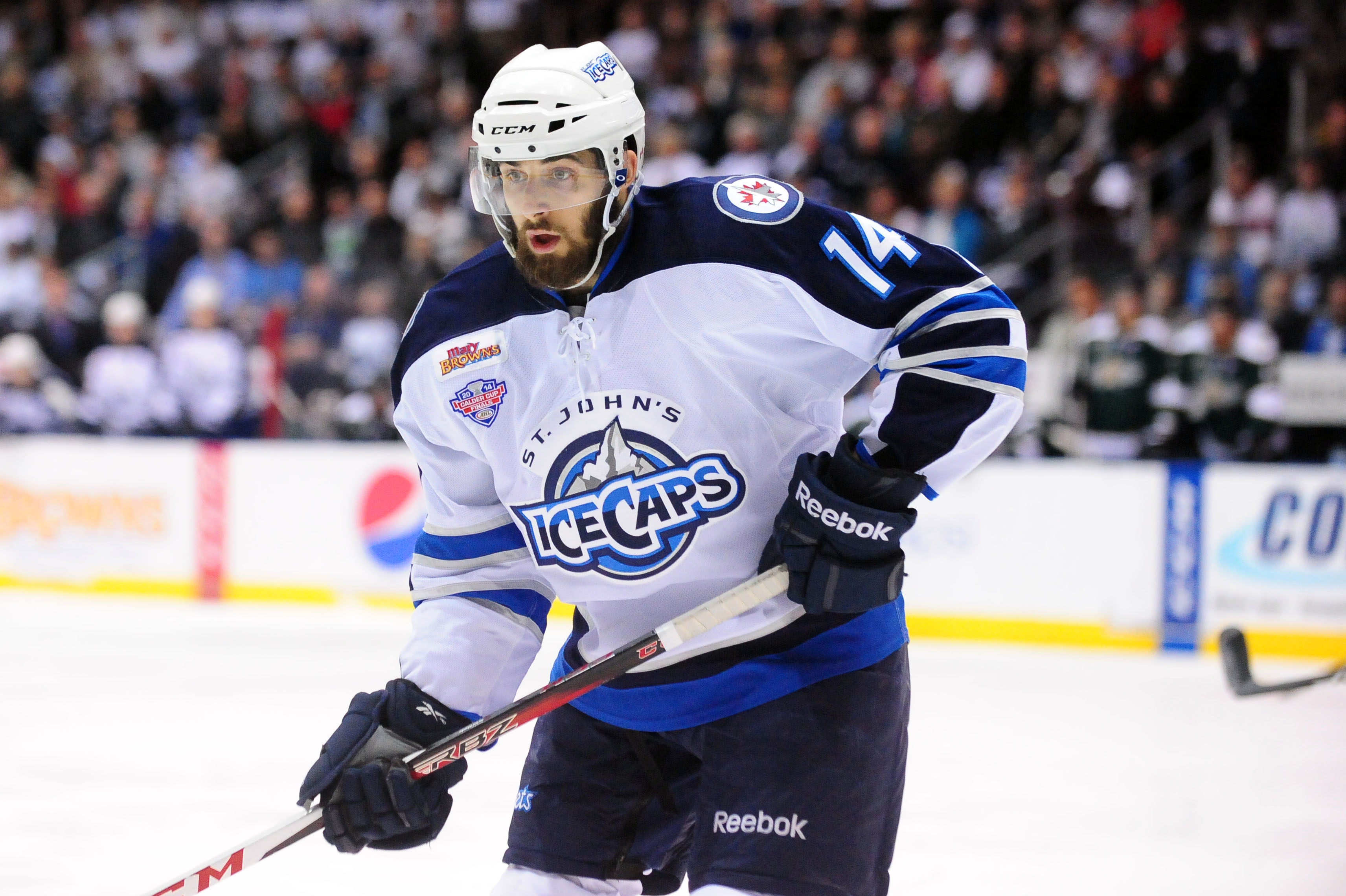
O’Dell im Trikot der St. John’s IceCaps (2014)

O’Dell spielte zunächst in den unterklassigen Juniorenligen rund um seine Geburtsstadt Ottawa, ehe er sich in der Saison 2007/08 den Sudbury Wolves aus der Ontario Hockey League (OHL) anschloss. Am Saisonende wurde er dann in der zweiten Runde des NHL Entry Draft 2008 an 39. Stelle von den Anaheim Ducks aus der National Hockey League (NHL) ausgewählt. Die Ducks verpflichteten den Stürmer in der Folge jedoch nicht, so dass er zunächst bis 2011 bei den Sudbury Wolves verblieb. Sein Profidebüt feierte er indes am Ende der Saison 2009/10 im Trikot der Chicago Wolves aus der American Hockey League (AHL). Wenige Monate später verpflichteten dann die Atlanta Thrashers den Center.
Nachdem die Thrashers im Sommer 2011 in die Winnipeg Jets übergingen, wechselten auch O’Dells Vertragsrechte an die Jets. So spielte er die folgenden vier Jahre hauptsächlich für deren Farmteam, die St. John’s IceCaps, in der AHL. Zwischen 2013 und 2015 kam er dabei aber auch zu 41 Einsätzen in der NHL für die Jets. Im Sommer 2015 kehrte O’Dell als Free Agent in seine Geburtsstadt zu den Ottawa Senators zurück. Für diese kam er aber allerdings nur für das Farmteam, die Binghamton Senators, zum Einsatz. Im Februar 2016 wurde er dann in einem sieben Spieler umfassenden Transfergeschäft zu den Buffalo Sabres abgegeben. Dort war er bis zum Saisonende ausschließlich für die Rochester Americans in der AHL aktiv.
Da sein auslaufender Vertrag nicht verlängert wurde, wechselte er im August 2016 in die Kontinentale Hockey-Liga (KHL). Dort unterschrieb er einen Einjahresvertrag beim HK Sotschi, der im April 2017 um zwei weitere Jahre verlängert wurde. Beim HK Sotschi steigerte er seine Punkteausbeute von Jahr zu Jahr und wurde 2017 zum Assistenzkapitän ernannt. Im Mai 2019 lief sein Vertrag in Sotschi aus und O’Dell entschied sich für einen Wechsel zum HK Metallurg Magnitogorsk, wo er eine Saison lang blieb. Anschließend wechselte er im Juni 2020 zum Ligakonkurrenten HK Sibir Nowosibirsk und von dort ein Jahr später zum HK Dynamo Moskau. Im Verlauf der Playoffs verließ der Kanadier Mitte März 2022 infolge des russischen Überfalls auf die Ukraine das Team, ebenso wie sein schwedischer Mannschaftskollege André Petersson. Zum Beginn der Spielzeit 2022/23 kehrte der Kanadier jedoch in den Kader Dynamos zurück und war dort bis zur Vertragsauflösung Mitte Dezember 2024 aktiv. Im Ligakonkurrenten Ak Bars Kasan fand er jedoch umgehend einen neuen Arbeitgeber.

### International
Auf internationaler Bühne vertrat O’Dell sein Heimatland bei der U18-Junioren-Weltmeisterschaft 2008 im russischen Kasan, wo die Mannschaft durch einen 8:0-Finalsieg über Gastgeber Russland die Goldmedaille gewann. Der Angreifer verbuchte in sieben Turnierspielen ein Tor und bereitete drei weitere vor. Sein Debüt für die A-Nationalmannschaft gab er im Rahmen der Olympischen Winterspiele 2018 und gewann dort mit dem Team die Bronzemedaille. Vier Jahre später nahm O’Dell auch an den Olympischen Winterspielen 2022 teil und bestritt im selben Jahr die Weltmeisterschaft 2022 in Finnland, bei der er mit dem Team die Silbermedaille gewann.

## Erfolge und Auszeichnungen
- 2010 Teilnahme am OHL All-Star Game

### International
- 2008 Goldmedaille bei der U18-Junioren-Weltmeisterschaft
- 2018 Bronzemedaille bei den Olympischen Winterspielen
- 2022 Silbermedaille bei der Weltmeisterschaft

## Karrierestatistik
Stand: Ende der Saison 2023/24

### International
Vertrat Kanada bei:
- U18-Junioren-Weltmeisterschaft 2008
- Olympischen Winterspielen 2018
- Olympischen Winterspielen 2022
- Weltmeisterschaft 2022

(Legende zur Spielerstatistik: Sp oder GP = absolvierte Spiele; T oder G = erzielte Tore; V oder A = erzielte Assists; Pkt oder Pts = erzielte Scorerpunkte; SM oder PIM = erhaltene Strafminuten; +/− = Plus/Minus-Bilanz; PP = erzielte Überzahltore; SH = erzielte Unterzahltore; GW = erzielte Siegtore; 1 Play-downs/Relegation; Kursiv: Statistik nicht vollständig)